# 4 194 302
A  4 194 302 a 4 194 301 és a 4 194 303 közötti természetes szám. Összetett szám. Osztóinak összege 7398144.  Normálalakja {\displaystyle 4{,}194302\cdot 10^{6}}. Kettes számrendszerben 1111111111111111111110, nyolcas számrendszerben 17777776, hexadecimális alakban 3ffffe.